# Дулєєв Євген Васильович
Дулєєв Євген Васильович (5 квітня 1956) — російський академічний веслувальник.
Срібний призер Олімпійських Ігор 1976 року в складі парної четвірки, учасник 1980 року.
Бронзовий призер Чемпіонату світу 1975 року в складі парної четвірки.